# João Pedro Matos Fernandes
João Pedro Soeiro de Matos Fernandes (ur. 12 grudnia 1967 w Águeda) – portugalski inżynier, menedżer i nauczyciel akademicki, od 2015 do 2022 minister środowiska.

## Życiorys
W 1991 ukończył inżynierię lądową na Uniwersytecie w Porto. W 1995 uzyskał magisterium w zakresie transportu w Instituto Superior Técnico. W pierwszej połowie lat 90. pracował w regionalnej komisji zajmującej się planowaniem i koordynacją. Później był doradcą sekretarza stanu do spraw zasobów naturalnych (do 1997) i szefem gabinetu sekretarza stanu w ministerstwie środowiska (do 1999). W latach 1999–2005 zarządzał przedsiębiorstwem konsultingowym Quarternaire Portugal. Od 2005 powoływany w skład zarządów różnych portugalskich portów. W latach 2009–2012 kierował portem w Viana do Castelo, od 2008 do 2010 stał na czele zrzeszenia portugalskich portów. W latach 2012–2013 pracował na stanowiskach doradczych w Mozambiku. Od 2014 do 2015 był prezesem Águas do Porto, publicznego przedsiębiorstwa zajmującego się gospodarką wodną. Prowadził także działalność akademicką m.in. na uczelniach w Porto i Lizbonie.
W 2015 objął urząd ministra środowiska w rządzie Antónia Costy (od 2018 jako minister środowiska i transformacji energetycznej). W 2019 został ministrem środowiska i działań w dziedzinie klimatu w drugim gabinecie dotychczasowego premiera. Funkcję tę pełnił do marca 2022.
W 2019 i 2022 z ramienia Partii Socjalistycznej uzyskiwał mandat posła do Zgromadzenia Republiki.